# Death Metal (альбом Possessed)
Death metal — демозапись дэт-метал-группы Possessed.

## История
Основы для жанра дэт-метал, как сообщает книга Даниэля Экерота «Шведский дэт-метал», заложили композиции британской рок-группы Venom в начале 80-х годов. Эта команда, так же, как континентальные группы Hellhammer, Sodom, Destruction и Kreator, развила традиции американского трэш-метала. У Venom появились последователи на американской стороне Атлантики, но их музыка была вторичной, не отличаясь принципиально от британских композиций. Первой группой, действительно переосмыслившей жанр, по словам Экерота, стала сан-францисская Possessed, основанная в 1982 году. С приходом в группу в 1983 году Джеффа Бесерра её музыка стала настолько жёсткой и брутальной, что сам Бесерра стал по отношению к ней употреблять термин death metal. Одновременно с Possessed это выражение ввела в обиход группа Mantas, в дальнейшем известная просто как Death. Первые демозаписи этих двух групп увидели свет в 1984 году: у Mantas это был Reign of Terror, а у Possession — Death Metal.
Экерот называет Death Metal классической демозаписью. По его словам, Possessed, в отличие от остальных групп того времени, уже переросли в ней стиль Venom, создав взамен «симфонические» мелодии. В музыке Death Metal сочетались сложные рифы и партии ударных с предельно грубым звуком и сверхбыстрым темпом исполнения. Новаторскими были и вокальные партии в исполнении Бесерра — Экерот пишет, что он, казалось, «вопил и рычал одновременно». Все эти новшества стали впоследствии отличительными чертами дэт-метала, и Death Metal традиционно считается первой чистой записью в одноимённом жанре. Успех демозаписи привёл к тому, что уже к концу 1984 года у Possessed был заключён контракт с лейблом Combat Record.
Вся запись была сделана всего за десять часов. Песня «Fallen Angel» была записана вместе с остальными песнями демо в самом конце сессии записи, но не вошла в него.

### Список композиций
| №  | Название          | Длительность |
| -- | ----------------- | ------------ |
| 1. | «Death Metal»     | 3:18         |
| 2. | «Evil Warriors»   | 4:20         |
| 3. | «Burning In Hell» | 3:19         |
| 4. | «Fallen Angel *»  | 3:43         |

## Участники записи
Согласно книге Metal: The Definitive Guide, демозапись делалась в следующем составе:
- Джефф Бессера — вокал, бас-гитара
- Брайан Монтана — гитара
- Майк Торрао — гитара
- Майк Сас — ударные